# BCAR3
La proteína 3 de resistencia a los antiestrógenos del cáncer de mama es una proteína que en los humanos está codificada por el gen BCAR3.  

## Función
Los tumores de mama dependen inicialmente de los estrógenos para su crecimiento y progresión y pueden ser inhibidos por antiestrógenos como el tamoxifeno. Sin embargo, los cánceres de mama progresan hasta volverse resistentes a los antiestrógenos. El 'gen 3 de resistencia a los estrógenos del cáncer de mama' se identificó en la búsqueda de genes implicados en el desarrollo de la resistencia a los estrógenos. El gen codifica un componente de la transducción de señales intracelulares que provoca la proliferación independiente de estrógenos en las células de cáncer de mama humano. La proteína contiene un dominio putativo de homología src 2 (SH2), un sello distintivo de las moléculas de señalización de tirosina quinasa celular, y es parcialmente homólogo a la proteína del ciclo de división celular CDC48. 

## Otras lecturas
- Dorssers LC, van Agthoven T (1997). «Genetic mechanisms of estrogen-independence in breast cancer.». Pathol. Res. Pract. 192 (7): 743-51. PMID 8880875. doi:10.1016/S0344-0338(96)80096-3.
- Johnston SR (1998). «Acquired tamoxifen resistance in human breast cancer--potential mechanisms and clinical implications.». Anticancer Drugs 8 (10): 911-30. PMID 9436634. doi:10.1097/00001813-199711000-00002.
- Lu Y, Brush J, Stewart TA (1999). «NSP1 defines a novel family of adaptor proteins linking integrin and tyrosine kinase receptors to the c-Jun N-terminal kinase/stress-activated protein kinase signaling pathway.». J. Biol. Chem. 274 (15): 10047-52. PMID 10187783. doi:10.1074/jbc.274.15.10047.
- Strausberg RL, Feingold EA, Grouse LH (2003). «Generation and initial analysis of more than 15,000 full-length human and mouse cDNA sequences.». Proc. Natl. Acad. Sci. U.S.A. 99 (26): 16899-903. Bibcode:2002PNAS...9916899M. PMC 139241. PMID 12477932. doi:10.1073/pnas.242603899.
- Cai D, Felekkis KN, Near RI (2003). «The GDP exchange factor AND-34 is expressed in B cells, associates with HEF1, and activates Cdc42.». J. Immunol. 170 (2): 969-78. PMID 12517963. doi:10.4049/jimmunol.170.2.969.
- Clark HF, Gurney AL, Abaya E (2003). «The secreted protein discovery initiative (SPDI), a large-scale effort to identify novel human secreted and transmembrane proteins: a bioinformatics assessment.». Genome Res. 13 (10): 2265-70. PMC 403697. PMID 12975309. doi:10.1101/gr.1293003.
- Ota T, Suzuki Y, Nishikawa T (2004). «Complete sequencing and characterization of 21,243 full-length human cDNAs.». Nat. Genet. 36 (1): 40-5. PMID 14702039. doi:10.1038/ng1285.
- Gerhard DS, Wagner L, Feingold EA (2004). «The status, quality, and expansion of the NIH full-length cDNA project: the Mammalian Gene Collection (MGC).». Genome Res. 14 (10B): 2121-7. PMC 528928. PMID 15489334. doi:10.1101/gr.2596504.
- Dorssers LC, van Agthoven T, Brinkman A (2006). «Breast cancer oestrogen independence mediated by BCAR1 or BCAR3 genes is transmitted through mechanisms distinct from the oestrogen receptor signalling pathway or the epidermal growth factor receptor signalling pathway.». Breast Cancer Res. 7 (1): R82-92. PMC 1064102. PMID 15642172. doi:10.1186/bcr954.
- Felekkis KN, Narsimhan RP, Near R (2005). «AND-34 activates phosphatidylinositol 3-kinase and induces anti-estrogen resistance in a SH2 and GDP exchange factor-like domain-dependent manner.». Mol. Cancer Res. 3 (1): 32-41. PMID 15671247. S2CID 2758592. doi:10.1158/1541-7786.32.3.1.
- Gregory SG, Barlow KF, McLay KE (2006). «The DNA sequence and biological annotation of human chromosome 1.». Nature 441 (7091): 315-21. Bibcode:2006Natur.441..315G. PMID 16710414. doi:10.1038/nature04727.
- Beausoleil SA, Villén J, Gerber SA (2006). «A probability-based approach for high-throughput protein phosphorylation analysis and site localization.». Nat. Biotechnol. 24 (10): 1285-92. PMID 16964243. S2CID 14294292. doi:10.1038/nbt1240.
- Olsen JV, Blagoev B, Gnad F (2006). «Global, in vivo, and site-specific phosphorylation dynamics in signaling networks.». Cell 127 (3): 635-48. PMID 17081983. doi:10.1016/j.cell.2006.09.026.
- Vervoort VS, Roselli S, Oshima RG, Pasquale EB (2007). «Splice variants and expression patterns of SHEP1, BCAR3 and NSP1, a gene family involved in integrin and receptor tyrosine kinase signaling.». Gene 391 (1–2): 161-70. PMC 1876674. PMID 17270363. doi:10.1016/j.gene.2006.12.016.
- Ewing RM, Chu P, Elisma F (2007). «Large-scale mapping of human protein-protein interactions by mass spectrometry.». Mol. Syst. Biol. 3 (1): 89. PMC 1847948. PMID 17353931. doi:10.1038/msb4100134.
- Near RI, Zhang Y, Makkinje A (2007). «AND-34/BCAR3 differs from other NSP homologs in induction of anti-estrogen resistance, cyclin D1 promoter activation and altered breast cancer cell morphology.». J. Cell. Physiol. 212 (3): 655-65. PMC 2640322. PMID 17427198. doi:10.1002/jcp.21059.
- Schrecengost RS, Riggins RB, Thomas KS (2007). «Breast cancer antiestrogen resistance-3 expression regulates breast cancer cell migration through promotion of p130Cas membrane localization and membrane ruffling.». Cancer Res. 67 (13): 6174-82. PMC 4109708. PMID 17616674. doi:10.1158/0008-5472.CAN-06-3455.

- Datos: Q18032911